# Бабаши
Бабаши (укр. Бабаші) — село,
Долинский сельский совет,
Гуляйпольский район,
Запорожская область,
Украина.
Код КОАТУУ — 2321882002. Население по переписи 2001 года составляло 3 человека.

## Географическое положение
Село Бабаши находится на левом берегу реки Верхняя Терса,
выше по течению на расстоянии в 7 км расположено село Горькое,
ниже по течению на расстоянии в 4 км расположено село Панютино (Ореховский район),
на противоположном берегу — село Копани.
Река в этом месте пересыхает, на ней сделана запруда.